# Claudel Legros
Claudel Legros (Puerto Príncipe; 23 de mayo de 1935-Burdeos; 30 de enero de 2018) fue un futbolista haitiano que jugaba de defensa.
Fue entrenador asistente de Antoine Tassy en el Campeonato de Naciones de la Concacaf de 1973 y de la Copa Mundial de 1974.

## Trayectoria
Comenzó como jugador del Victory SC en 1954, donde ganó la Copa de Haití en 1962 y se mantuvo hasta 1965 ya que fichó con el Angoulême de Francia.
Con el equipo, jugó un total de seis partidos en la Ligue 1 y 126 partidos en la Ligue 2, sin marcar un gol.
En la 1970-71, se unió a VS Chartres, dirigido por su excompañero del equipo Angoulême Max Samper, siendo este su último año como futbolista.

## Selección nacional
Fue convocado a la Copa CCCF 1957, donde su selección ganó el título de manera invicta. Más tarde, estuvo en el Campeonato de Naciones de la Concacaf de 1965 y las eliminatorias para la Copa Mundial de 1970.

## Clubes
| Club         | País    | Año       |
| ------------ | ------- | --------- |
| Victory SC   | Haití   | 1954-1965 |
| AS Angoulême | Francia | 1965-1970 |
| VS Chartres  | Francia | 1970-1971 |

## Palmarés

### Títulos nacionales
| Título        | Equipo     | País  | Año  |
| ------------- | ---------- | ----- | ---- |
| Copa Nacional | Victory SC | Haití | 1962 |

### Títulos internacionales
| Título                                  | Equipo | Sede    | Año  |
| --------------------------------------- | ------ | ------- | ---- |
| Campeonato Centroamericano y del Caribe | Haití  | Curazao | 1957 |